# (19994) Tresini
(19994) Tresini ist ein Asteroid des mittleren Hauptgürtels, der von den sowjetischen Astronominnen Ljudmyla Karatschkina und Galina Kastel am 13. Oktober 1990 am Krim-Observatorium in Nautschnyj (IAU-Code 095) entdeckt wurde.
Der Asteroid gehört zur Gefion-Familie, einer Gruppe von Asteroiden des mittleren Hauptgürtels, die nach (1272) Gefion benannt wurde. Früher wurde die Gruppe auch als Ceres-Familie bezeichnet (nach (1) Ceres, Vincenzo Zappalà 1995) und Minerva-Familie (nach (93) Minerva, AstDyS-2-Datenbank). Die zeitlosen (nichtoskulierenden) Bahnelemente von (19994) Tresini sind fast identisch mit denjenigen des kleineren, wenn man von der Absoluten Helligkeit von 16,4 gegenüber 13,4 ausgeht, Asteroiden (350913) 2002 RR267. Die Umlaufbahn von (19994) Tresini um die Sonne wird vom deutlich größeren Asteroiden (15) Eunomia beeinflusst.
Die Rotationsperiode des Asteroiden wurde am 6. und 7. November 2013 von Amadeo Aznar im spanischen Aras de los Olmos untersucht und mit 9,660 h (± 0,025) bestimmt.
(19994) Tresnini wurde am 18. März 2003 nach Domenico Trezzini benannt (* um 1670; † 1734), einem Schweizer Architekten, der vom russischen Zaren Peter dem Großen beauftragt wurde, anlässlich der Gründung der neuen Hauptstadt Sankt Petersburg dort mehrere Bauten zu planen. In der Widmung besonders hervorgehoben wurden die Peter-und-Paul-Festung, der Sommer-Palais Peters des Großen und die Zwölf Kollegien, ein Riegel von Ministerialgebäuden, die heute von der Staatlichen Universität Sankt Petersburg verwendet werden. Tresini ist eine Russifizierung seines italienischen Namens.